# Neanthes glandicincta

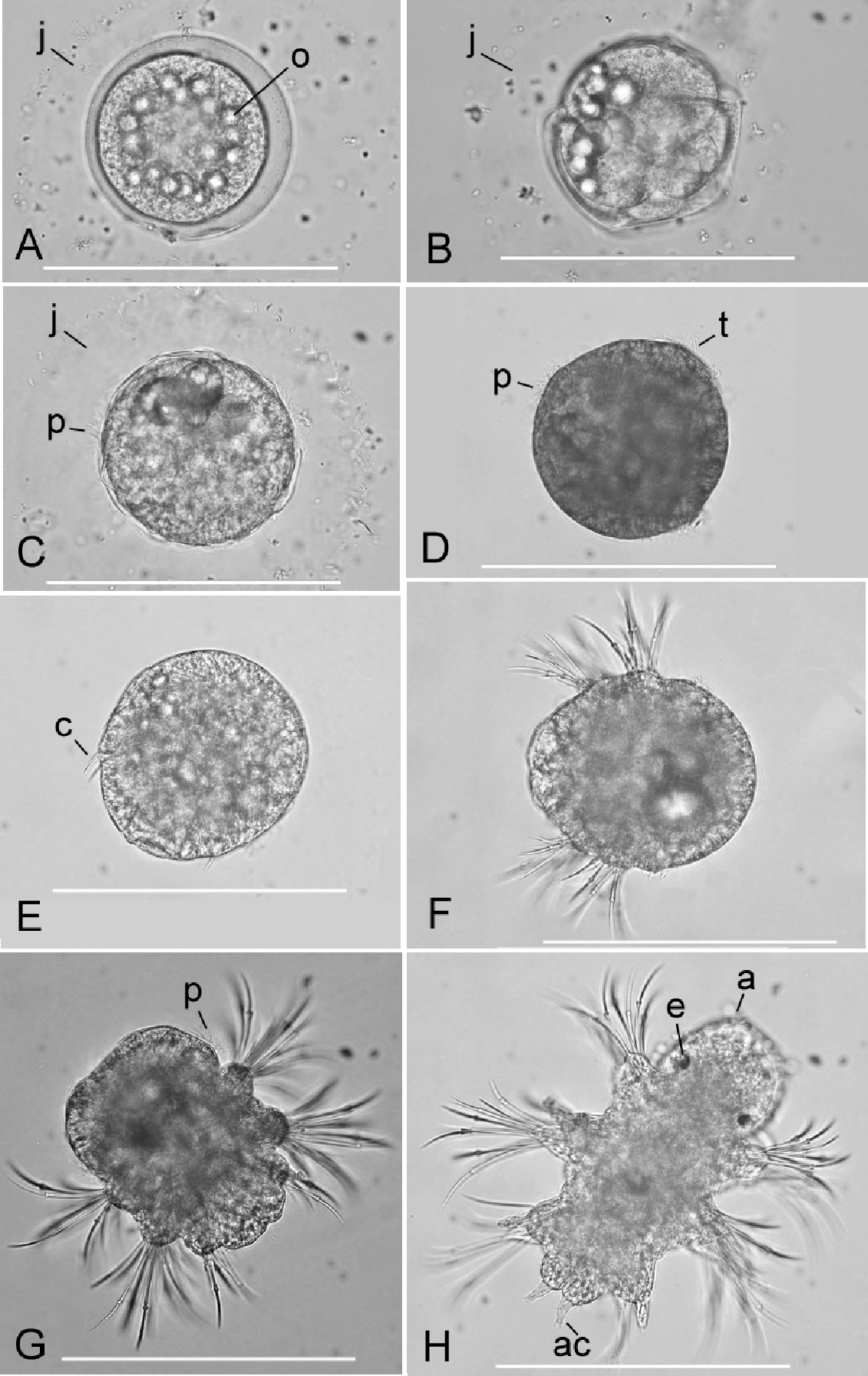
Neanthes glandicincta A bevruchte eicel; B 4-cellen; C vroeg trochophora stadium; D vrijzwemmende trochophora larve net na het uitkomen uit de geleilaag, trilhaarbanden van de prototroch en telotroch (t) E vrijzwemmende vroege metatrochophoralarve, twee paar bosjes chaetae (c); F vrijzwemmende 2-chaetiger laat-metatrochophora larve, twee paar chaetae kuifjes G vrijzwemmende vroege 3-chaetiger nectochaeta-larve met drie paar chaetae kuifjes; H een paar ogen (e), antennes (a) anale cirri (ac). Schaalbalk: 0,2 mm.

Neanthes glandicincta is een borstelworm uit de familie Nereididae. Het lichaam van de worm bestaat uit een kop, een cilindrisch, gesegmenteerd lichaam en een staartstukje. De kop bestaat uit een prostomium (gedeelte voor de mondopening) en een peristomium (gedeelte rond de mond) en draagt gepaarde aanhangsels (palpen, antennen en cirri).
Neanthes glandicincta werd in 1921 voor het eerst wetenschappelijk beschreven door Southern.